# Prélature territoriale de Pompéi
La prélature territoriale de Pompéi (en latin : praelatura territorialis Pompeiana seu Beatissimae Virginis Mariae a Santissimo Rosario ; en italien : prelatura territoriale di Pompei o della Beatissima Vergine Maria del Santissimo Rosario) est une Église particulière de l'Église catholique en Italie. C'est une prélature territoriale suffragante de l'archidiocèse de Naples appartenant à la région ecclésiastique de Campanie.

## Territoire

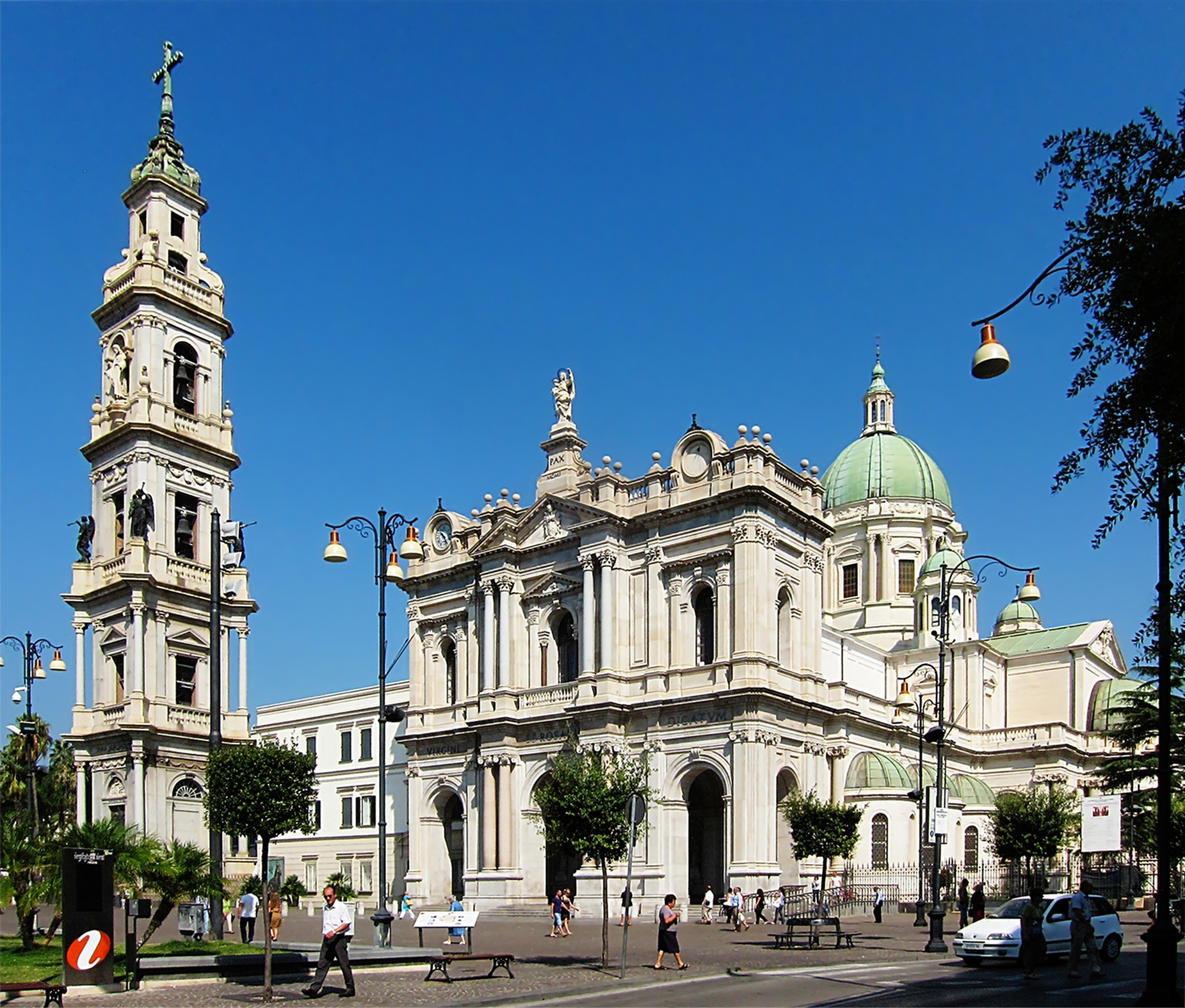
La prélature territoriale à Pompéi

La prélature territoriale de Pompéi couvre une partie de la commune de Pompéi dont l'autre relève de l'archidiocèse de Sorrento-Castellammare di Stabia. Elle est située dans une partie de la ville métropolitaine de Naples dont l'autre est dans les archidiocèses de Naples et de Sorrente-Castellammare di Stabia et les diocèses de Pouzzoles, d'Acerra et d'Ischia. Son territoire s'étend sur 12 km2 avec 5 paroisses. L'évêché est à Pompéi avec le sanctuaire de Notre Dame du Rosaire de Pompéi comme cathédrale.

## Histoire
L'histoire du sanctuaire de Notre Dame du Rosaire de Pompéi est liée à celle du bienheureux Bartolo Longo. Le sanctuaire est érigé avec les offrandes spontanées des fidèles du monde entier. Sa construction débute le 8 mai 1876 et le sanctuaire est élevé le 4 mai 1901 au rang de basilique mineure par le pape Léon XIII.
Le 20 mars 1926, le pape Pie XI érige le sanctuaire en prélature territoriale par la bulle Beatissimae Virginis Mariae. Sous le pontificat de Pie XII, par le décret Praelatura nullius du 8 mai 1935, la Sacrée Congrégation consistoriale délimite son territoire. Le 8 mai 1951, elle prend son nom actuel.

## Prélats
- Carlo Cremonesi (1926-1927)
- Antonio Anastasio Rossi (1927-1948)
- Roberto Ronca (1948-1955) 
  - Giovanni Foschini (1955-1957) administrateur apostolique
- Aurelio Signora (1957-1977)
- Domenico Vacchiano (1978-1990)
- Francesco Saverio Toppi, O.F.M. Cap (1990-2001)
- Domenico Sorrentino (2001-2003) nommé secrétaire de la congrégation pour le culte divin
- Carlo Liberati (2003-2012)
- Tommaso Caputo (2012- )